# Граболл (Теннессі)
Граболл (англ. Graball) — переписна місцевість (CDP) в США, в окрузі Самнер штату Теннессі. Населення — 228 осіб (2020).

## Географія
Граболл розташований за координатами 36°29′1″ пн. ш. 86°26′22″ зх. д. / 36.48361° пн. ш. 86.43944° зх. д. (36.483700, -86.439530).  За даними Бюро перепису населення США в 2010 році переписна місцевість мала площу 5,20 км², уся площа — суходіл.

## Демографія
Згідно з переписом 2010 року, у переписній місцевості мешкало 236 осіб у 86 домогосподарствах у складі 73 родин. Густота населення становила 45 осіб/км².  Було 98 помешкань (19/км²).
Расовий склад населення:
| - 96,6 % — білих - 1,3 % — осіб інших рас |

До двох чи більше рас належало 2,1 %. Частка іспаномовних становила 3,0 % від усіх жителів.
За віковим діапазоном населення розподілялося таким чином: 19,5 % — особи молодші 18 років, 69,5 % — особи у віці 18—64 років, 11,0 % — особи у віці 65 років та старші. Медіана віку мешканця становила 41,7 року. На 100 осіб жіночої статі у переписній місцевості припадало 108,8 чоловіків;  на 100 жінок у віці від 18 років та старших — 104,3 чоловіків також старших 18 років.
Середній дохід на одне домашнє господарство  становив 70 611 долар США (медіана — 51 705), а середній дохід на одну сім'ю — 70 535 доларів (медіана — 51 477). Медіана доходів становила 50 469 доларів для чоловіків та 25 208 доларів для жінок. 
Цивільне працевлаштоване населення становило 82 особи. Основні галузі зайнятості: виробництво — 26,8 %, оптова торгівля — 18,3 %, освіта, охорона здоров'я та соціальна допомога — 17,1 %.